# 井上亘
井上 亘（いのうえ わたる、1973年8月27日 - ）は、日本の元男性プロレスラー。東京都江東区出身。最終所属新日本プロレス。血液型O型。

## 経歴
幼少時代はアトピー性皮膚炎を患うなど虚弱体質で、克服のためスポーツに打ち込んだ。高校までは陸上、水泳、野球を行っていた。格闘技のバックグラウンドはないが、東京電機大学在学中にアニマル浜口トレーニングジムに通い始めてトレーニングを積み、1998年3月に新日本プロレスに入門した。大学卒業から入門まで数年の空白があるが、その間何をしていたのかは本人いわく「秘密」とのこと。
入門後1年以上のトレーニングを経て、1999年7月21日の札幌中島体育センター興行での「スーパージュニア・バトルロイヤル」でプロレスデビュー。ただしこのバトルロイヤル登場は仮デビューと位置づけられ、正式なデビュー戦は同年10月10日後楽園ホール興行での対柴田勝頼戦である。
2001年よりジュニアヘビー級戦線を活動の中心に据えている。同年11月にはタッグ戦ではあるが獣神サンダー・ライガーから勝利を奪うなど活躍した。
2002年の2月にはプロレスリング・ノア（以降、NOAH）へも登場している。同年10月から目の治療のために長期離脱。2003年の7月に戦列復帰した。一時期、目の保護も兼ねてベイダーマスクのような変わったマスクをしていたが、ファンから不評だったこともあって短期間で使用を控えた。復帰後は他団体へも積極的に参戦し、翌2004年1月にはNOAHに参戦し、GHCジュニアヘビー級タッグ王座に挑戦。2月には大阪プロレスにも進出した。
2005年3月には金本浩二と組み、邪道、外道が所持するIWGPジュニアタッグ王座に挑戦し奪取。2006年と2007年のBEST OF THE SUPER Jr.では2年連続でブロック1位通過を果たすも、優勝には至らなかった。
同年7月の大会直前、道場に置手紙を残し音信不通状態となるも、10月に試合を終えた金本が「メキシコで試合や練習をやっている」とコメント。11月に復帰戦を行い、パートナーとは一度もタッチを交わすことなく当時IWGPジュニア王者だった田口隆祐を7分足らずでタップを奪った。試合後もリング上で王座挑戦を表明。12月になると田口と25分以上の激闘を繰り広げた末、IWGPジュニアヘビー級王座に初戴冠を果たした。
2008年3月の試合で邪道選手に徹底したラフ攻撃で大流血に晒され、これに激怒。4月に邪道とシングルマッチを決行し普段見せないラフ戦法を織り交ぜ勝利を挙げた。
6月、BEST OF THE SUPER Jr.ではAブロック2位で通過。タイガーマスクを下し、決勝で金本浩二との師弟対決が実現。変型トライアングルランサーで金本からギブアップを勝ち取り悲願の初制覇。同時にジュニア2冠王となった。後日に一夜明け会見が行なわれ、今まで3度の防衛に成功してきたIWGPジュニアヘビー級王座返上とヘビー級転向を発表。さらに、結婚していたことを明らかにした。
8月にG1 CLIMAXへの初出場を果たし、中西学、ジャイアント・バーナードのスーパーヘビー級相手に金星をあげ2勝4敗の結果に終わる。12月にはG・B・H所属の石井智宏と抗争劇を繰り広げた。以降、数回のシングルマッチが組まれ、2009年5月にフォールズカウント・エニウェアマッチで激突。場外に敷き詰められた椅子の山にオラシオンフレイムを叩きつける荒技を敢行。これにピンフォール勝ちを収め、抗争にピリオドを打つ。
抗争後は低迷が続き、ついにはG1 CLIMAXにも選出されなかった。その悔しい思いから9月シリーズに同年度G1に参戦した選手達とシングルでの連戦が組まれた。「俺の『G1』」と称し意気込んではいたものの、やはり良い結果は残せず。そして9月に永田裕志と組んで矢野通から不甲斐なくフォール負けを喫し、バックステージで永田、スーパ・ストロング・マシン、平澤光秀らと青義軍を結成。10月10日、デビュー10周年を迎えるも中邑真輔にフォール負け、さらに11月にも中邑にフォールを奪われ2連敗を喫す。
2010年4月、CHAOSとNO LIMIT（高橋裕二郎 & 内藤哲也）の暴徒に我慢できず永田と共に乱入し宣戦布告。5月3日、IWGPタッグ王座を賭けて、王者組のNO LIMIT、挑戦者チームのBAD INTENTIONS（バーナード & カール・アンダーソン）に永田をパートナーにして挑戦。アンダーソンをスピアー・オブ・ジャスティスから押さえ込むとピンフォールを奪い、同王座に君臨を果たした。しかし、その試合終了直後にNO LIMITが再戦を直訴した為、6月19日、「DOMINION6.19」で同様の面子で対戦。しかし、今度は自身がアンダーソンからピンフォールを奪われ、王座から陥落した。
同年のG1 TAG LEAGUEでは永田裕志とのタッグで出場。Aブロックを1位で通過し、決勝トーナメントに進出。準決勝でBAD INTENTIONS、決勝でNO LIMITを退け、優勝を果たした。
2011年1月4日、「レッスルキングダムV」では、天山広吉と飯塚高史のDEEP SREEP TO LOSE戦の解説席に座り、飯塚に襲撃を受けるようになった野上慎平アナウンサーの護衛に着いた。また、試合中に飯塚がアイアンフィンガーフロムヘルを装着した直後にリングに上り、アイアンフィンガーを奪い飯塚にエルボーを食らわせ、天山をアシストし勝利に導いた。2月20日仙台大会、天山と青義軍が共同戦線を張り、天山とタッグを組むようになる。
8月、G1 CLIMAXに出場。ストロングマンとアンダーソンに勝利するも、日本人レスラーとの対戦は全敗するという結果で終わり、大会7日目で早くも優勝戦線から脱落した。その後、G1で対戦した「鈴木軍」頭領の鈴木みのるに敗北し、ヤングライオン扱いされたことをきっかけに鈴木との抗争を展開し始める。9月19日には神戸大会で再び鈴木とシングルマッチで対戦するが、最後は鈴木のゴッチ式パイルドライバーを食らい完敗。
10月下旬から11月上旬にかけてのG1 TAG LEAGUEではCHAOSの飯塚高史との因縁抗争を行っている天山広吉とタッグを組み、猛牛師弟タッグとして出場するも予選敗退。
2012年1月4日、レッスルキングダムVIで永田裕志とタッグを組み全日本プロレスの船木誠勝、河野真幸組と対戦。奮闘を見せるも、最後は船木からカウンターの左ハイキックを喰らい敗北を喫した。
9月7日、G1 CLIMAX最終日に乱入し参戦を示唆したLaughter7の桜庭和志、柴田勝頼との喧嘩を買うことをマイクでアピール。高橋広夢をパートナーに対戦することが決定した。23日、広夢をパートナーに桜庭、柴田組と対戦するも、3分3秒という短時間で敗北。
10月8日両国大会では真壁刀義とのタッグで再び相対するも、柴田のP.Kでピンフォールを奪われ敗戦。11月11日大阪大会で三度対戦したが、今度は桜庭のサクラバロックを極められレフェリーストップ負けを喫した。
2013年3月3日の試合後、「頚椎椎間板ヘルニア」及び「右変形性肩関節炎」の負傷で長期欠場を発表した。当初は秋の復帰を目指してきたが「もう少しかかりそう」「決定的な治療法が見つからない」と現状の厳しさを語り、リハビリを続けていた。
2014年2月2日、復帰を待ち望むファンの思いは届かず、ケガが思わしくなくレスラーとしての最低限のトレーニングができないことから、4月2日「Road to INVASION ATTACK 2014 ～井上亘引退記念大会～」で引退し自身は引退試合をすることができずセレモニーのみをすることが発表された。今後は新日本プロレスの広報宣伝部の社員として活動する。また、3月6日の旗揚げ記念日の試合で解説を務めた。
6月23日、社内に新たに設置された「プロレス観戦対策委員会」委員に就任。

## 得意技
いわゆるヘビー級レスラーとしてはかなり小柄であり、体格には恵まれていないが井上のプロレスは直線的な真っ向勝負を信条とする。また、既存の技に一工夫した技が多い。一方で、引退後に解説者となったミラノコレクションA.T.からは一気に勝負を畳み掛ける事が出来ないと指摘され、後述する高い威力のスピアーがあるのにヘビー級転向後は「シングル戦線で苦戦する井上を見るのが歯がゆい」と語られていた。
スピアー・オブ・ジャスティス
正義の槍の意。現在の主なフィニッシュ・ホールド。スピアーの勢い、そのまま押さえ込んでフォールを狙う。
突進する勢いでそのまま前転してしまう事もあり、そのままスクールボーイのように丸め込むこともある。
コーナーでダウンしている相手への串刺し式や、コーナー前で立っている相手へ押し込む形でも使用。
ジャーマン・スープレックス・ホールド
井上のジャーマンは、相手を後方へ投げるまでの滞空時間を長く保ちながら高角度でマットへと突き刺すのが特徴である。
主に格下相手（ヤングライオン）に対してのフィニッシュ・ホールドとして用いられる。
スタガリンブロー
相手の足を四の字にクラッチする変形のフィッシャーマンズ・バスター。井上のフィニッシャー。
公認ウェブサイト上にも「相手の足を4の字にクラッチするフィッシャーマンが『スタガリンブロー』です。」と表記されていた。
眼筋麻痺による欠場からの復帰に向けて井上が開発された技。
かつてはフィニッシュ・ホールドだったが、のちに繋ぎ技になった。
オラシオンフレイム
ファルコン・アローの形で落とす変型のスタガリンブロー。
CIMAが使用するパーフェクト・ドライバーと同型。
これもかつての井上のフィニッシュ・ホールドだったが、のちに繋ぎ技になった。
カウントダウン・イグニッション
ファイヤーマンズキャリーの体勢で持ち上げた相手の足を押し上げ、垂直落下式ブレーンバスターで落とす。
現在の井上の入場テーマ曲の名前でもある。フィニッシュ・ホールドの中では、最も使用頻度が低かった。
ワイバーン
ケブラドーラ・コン・ヒーロの要領で抱え上げた相手の腹を立てた膝に打ち据える風車式のストマック・ブロック。
元々は膝ではなく、尻餅をついた衝撃で肩口に腹を打ち据える風車式のシットダウン・ストマック・ブロックであった。
通常のストマック・ブロックも使用する。
水車落とし
主にカウンターで使用。チェンジ・オブ・ペースに使用される技の一つ。
カウンター技としては上記ワイバーンよりも使用頻度は高かった。
トライアングルランサー
屈んだ相手の腕を取って首筋に足をかけ、前方回転して極めるオリジナル・サブミッション。井上の最初期のフィニッシュ・ホールド。
完成形が開発当時、井上がかつて付き人を務めていた佐々木健介のストラグルホールドγとほぼ同型であるが、体重をかける方向は逆である。
その体勢からローリング・クレイドルのようにマットに円を描きつつ転がった後、足を取ってフォールするという動きを見せることもある。
名前の由来は「自分の足と相手の首の位置が三角形」＋「槍で仕留めているように見える」ことから。
ジュニア時代に獣神サンダー・ライガーからタップを奪い、大金星を上げたことで飛躍の継起を作った技でもある。
ファイナルランサー
相手の脚をインディアン・デスロックに固める改良型のトライアングルランサー。
トライアングルランサーは下半身の力でロープに逃れられるため、井上の『それなら脚も固めてしまえ』という発想から生まれた技。
2009年に正式な名称が定まるまでは変形トライアングルランサーの名称が用いられた。「この技で必ず試合を終わらせる」という意味が込められている。
卍固め
既存の技に一工夫凝らす井上らしく、相手の首にかけた足を自分の手で掴むことで締め上げる力を増す。
井上の卍固めは通常の卍固めと形が異なるため、井上式卍固めの名称も用いられた。
逆水平チョップ
井上の主要打撃技。コーナーへ押し込んだ相手に連発することも多かった。
打撃合戦のさいに相手がこの技を仕掛けて来た場合、高確率でこの技で返す。
エルボー
プロレスではポピュラーでオーソドックスな技ではあるが、井上のエルボーは気迫を前面に押し出して連発するのが特徴である。
ショート・エルボーも頻繁に使用する。
ジャンピング・ニーパッド
場外にいる相手にエプロンを走り込んで飛び降りつつ仕掛ける形で使用。
プランチャ・スイシーダ
ジュニア時代より使用している井上の数少ない飛び技の一つ。

## タイトル歴
新日本プロレス
- IWGPジュニアヘビー級王座（第53代）
- IWGPジュニアタッグ王座（第14代, w /金本浩二）
- IWGPタッグ王座（第56代, w/永田裕志）
- BEST OF THE SUPER Jr.優勝（2008年）
- G1 TAG LEAGUE優勝（2010年, w / 永田裕志）

## 入場テーマ曲
- countdown ignition

2007年3月 - 現在まで使用。
- ONLY BEAT

新人時代のテーマ曲。

## エピソード
ファンに対する対応には定評がある。

## テレビ出演
- ウルトラマンガイア第34話「魂の激突!」（TBS）（1999年） - プロレスラー役